# Nationale Bibliotheek van Roemenië
De Nationale Bibliotheek van Roemenië (Roemeens: Biblioteca Națională a României) is de nationale bibliotheek van Roemenië in Boekarest.
Deze bibliotheek is ontstaan uit de universiteitsbibliotheek Sint Sava, die werd geopend in 1838. Na de Unie van 1859, verkreeg zij de status van nationale bibliotheek met de naam centrale bibliotheek van de staat (Biblioteca Centrală a Statului).
In 2012 werd een nieuw hoofdgebouw in gebruik genomen.